# 质量分数
在化学领域裡，混合物中某种物质的质量分数（mass fraction），是该物质质量 {\displaystyle m_{i}} 与混合物总质量 {\displaystyle m_{\text{tot}}} 的比 {\displaystyle w_{i}}（或表为 {\displaystyle Y_{i}}）。
用公式表示，质量分数为：
{\displaystyle w_{i}={\frac {m_{i}}{m_{\text{tot}}}}}
设此混合物含有 N 种物质，混合物总质量 {\displaystyle m_{\text{tot}}} 即为：
{\displaystyle m_{\text{tot}}=\sum _{i=1}^{N}m_{i}}
而按定义可知，混合物中所有物質的質量分數總和為1：
{\displaystyle \sum _{i=1}^{N}w_{i}=1}
質量百分濃度（percentage by mass，mass percentage concentration）又稱重量百分濃度，縮寫 wt%，是以百分比（屬於一種無量綱）來表示混合物中某成分濃度的方法。其他無量綱的濃度，如摩爾百分濃度（摩尔數相對總摩尔數的百分比，符號 mol%）及體積百分濃度（體積相對總體積的百分比，符號 vol%）。
在元素分析中，質量百分濃度也可以指在化合物中某一元素質量佔的比例，可以用來計算化合物的實驗式或化學式。
“溶液”的質量百分濃度，一般其實就是指“溶質”的質量百分濃度，是溶液中所含溶质质量与溶液质量的百分比；一般可以重量表示，即溶質重量除以溶劑和溶質總重量之百分比的數值。

## 詞語及相關詞語
「百分浓度」（percentage concentration）是不精确的称呼，即以分母为 100 的「质量（或体积、摩尔）百分比」（percentage by mass）来表示质量分数（或体积分数、摩尔分数），为后者的变化形。此不正確的名稱存在於一些小學/國中的教科書中。
「百分溶液」（percentage solution）或「溶液百分比」，其正確的稱呼應為「質量百分濃度」（m/m = m% = 溶質質量/混合物總質量）或「體積百分濃度」（v/v = v% = 溶質體積/混合物總體積）；不過，「溶液百分比」一詞還是常出現。
在生物學中，單位 "%" 有時會用來表示濃度，稱為「質量／體積濃度」；例如若溶液中有 1克的溶質，總體積為 100 mL，有時會標示為 "1 %" 或 "1 % m/v" （質量／體積），其實這是不正確的，因為單位 "%" 為無量綱量，只能用來標示無因次的量。此濃度單位正確的寫法，應該是 g/mL。
在熱工學中，會用蒸氣量來描述蒸氣質量佔總質量的比例。合金，特別是貴金屬，會以成色表示貴金屬在合金中的質量比例。

## 性質
質量百分濃度不受溫度的影響。

## 和其他濃度單位的關係

### 質量濃度
溶液中成分的質量百分濃度是其成分 i 在溶液中的質量濃度 {\displaystyle \rho _{i}} 和溶液密度 {\displaystyle \rho } 的比值：
{\displaystyle w_{i}={\frac {\rho _{i}}{\rho }}}

### 體積莫耳濃度
質量百分濃度和體積莫耳濃度的關係類似質量百分濃度和質量濃度的關係，將上式用體積莫耳濃度取代即可：
{\displaystyle w_{i}={\frac {\rho _{i}}{\rho }}={\frac {c_{i}M_{i}}{\rho }}}
其中 {\displaystyle M_{i}} 是成分 {\displaystyle i} 的分子量。

### 摩尔分数
摩尔分数 {\displaystyle x_{i}} 可以用下式計算：
{\displaystyle x_{i}=w_{i}\cdot {\frac {M}{M_{i}}}}
其中
{\displaystyle M_{i}} 為成分 {\displaystyle i} 的分子量
{\displaystyle M}為混合物的平均分子量。
將上式的平均分子量用各成份的分子量取代，可得：
{\displaystyle x_{i}={\frac {\frac {w_{i}}{M_{i}}}{\sum _{i}{\frac {w_{i}}{M_{i}}}}}}

## 空間濃度差異及擴散
若混合物在不同位置的質量百分濃度不同，其質量百分濃度的梯度會產生擴散作用。